# Lovrečica
Lovrečica är en ort i Kroatien.   Den ligger i länet Istrien, i den västra delen av landet, 200 km väster om huvudstaden Zagreb. Lovrečica ligger 6 meter över havet och antalet invånare är 176.
Terrängen runt Lovrečica är platt. Havet är nära Lovrečica åt sydväst. Runt Lovrečica är det tätbefolkat, med 356 invånare per kvadratkilometer. Närmaste större samhälle är Umag, 5,5 km norr om Lovrečica. 